# Ctenucha cyaniris
Ctenucha cyaniris là một loài bướm đêm thuộc phân họ Arctiinae, họ Erebidae.